# Gonioscelis lacertosus
Gonioscelis lacertosus är en tvåvingeart som beskrevs av Engel 1925. Gonioscelis lacertosus ingår i släktet Gonioscelis och familjen rovflugor. Inga underarter finns listade i Catalogue of Life.